# 사마상여
사마상여(司馬相如, 기원전 179년 ~ 기원전 117년)는 중국 전한의 문학자이다. 쓰촨성 청두(成都) 사람으로 자는 장경(長卿)이다.

## 생애
경제(景帝)를 섬겼는데 경제는 상여의 특기인 사부(辭賦)를 싫어해서, 그 곳을 떠나 양(梁)의 효왕(孝王)에게 몸을 의탁하고, 추양(鄒陽)이나 매승(枚乘, ?~기원전 140년)과 교유했다. 효왕이 죽은 후 고향으로 돌아가 토호인 탁왕손(卓王孫)의 딸 문군(文君)과 결혼하여 부유하게 되었다. 〈자허부(子虛賦)〉에 의해서 무제의 부름을 받고, 서남의 만이(蠻夷) 땅에서 공적을 올렸다.

## 문학
정치에 흥미를 보이지 않고, 황제 측근의 문학자로서 무제에게 총애를 받았다. 의식(儀式)의 가사(歌辭) 제정 등을 하고, 특히 부가(賦家)의 제1인자라고 칭송되었으며, 후세에도 그를 능가하는 부가는 나오지 못했다. 〈자허·상림(上林)의 부〉는 황제의 장대한 수렵의 모습을 등장인물의 회화를 빌어서 묘사하였고, 신선한 가운데 한자의 모든 가능성을 추구하여 부의 문학양식을 확립했다. 〈대인부(大人賦)〉 외에 〈촉부노난(蜀父老難)〉, 〈파촉유격(巴蜀諭檄)〉 등의 문(文)을 저술, 문 및 부(賦)에서의 미문화(美文化)의 선구자가 되었다.
저술에는 자서(字書) 《범장편(凡將篇)》 1권이 있다.